# Moreton-in-Marsh
Moreton-in-Marsh är en ort och civil parish i grevskapet Gloucestershire i England. Orten ligger i området Cotswolds och hade 3 493 invånare (2011).
Moreton-in-Marsh nämndes i Domedagsboken (Domesday Book) år 1086, och kallades då Mortune.